# 抗美援越

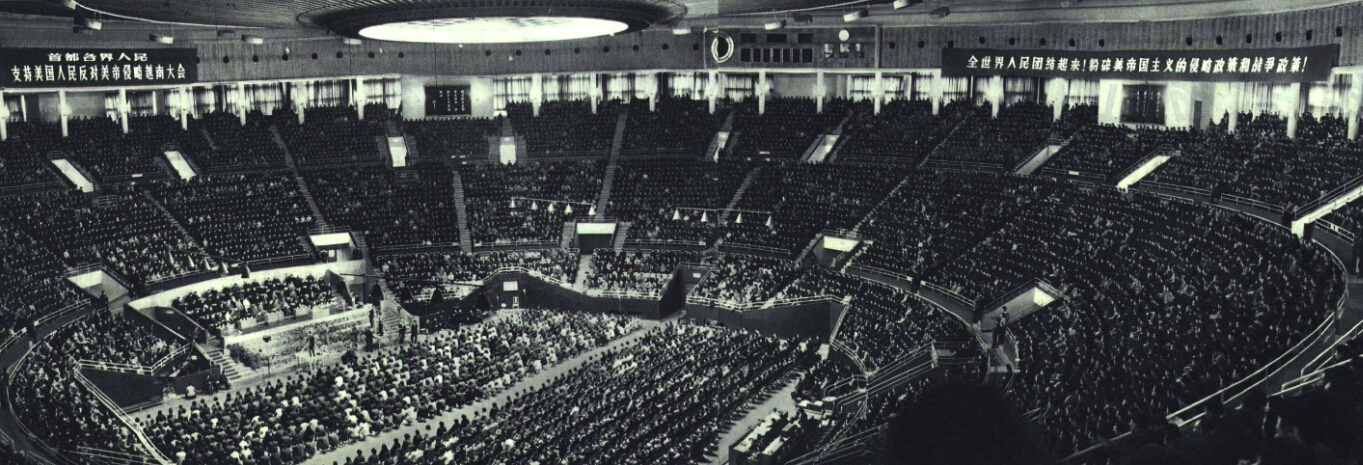
北京支持越南人民反对美国侵略越南大会

抗美援越是指中国支援越南战争中的北越政权与越南南方的越共的行为。
与“抗美援朝”的组词顺序不同，中国官方正式用法为“援越抗美”（如中国人民解放军总政治部颁发《援越抗美部队人员纪律守则》）。类似的还有援越抗法、“援老抗美”。

## 历史背景
1962年中国共产党中央委员会主席毛泽东答应向北越提供九万枝枪、炮开始，中国介入越战。毛泽东说：“是越南需要的，我们就优先供应。”中国援助北越大量坦克、枪、炮，以及各种军需物资，甚至包括北越军的军装都是中国方面提供的。此外，中国人民解放军还帮助训练北越军队，传授游击战知识，派遣军事顾问。帮助援建北越大量工业设施和铁路。

## 援越抗美军事行动概述
1964年东京湾事件后美国开始轰炸北越。 1965年4月，越南劳动党第一书记黎笋、政府副总理兼国防部长武元甲等受胡志明主席委托，率越南党政军代表团访问中国，要求中国扩大援助规模并向越南派出支援部队。黎笋说“我们想请一些志愿军飞行人员、志愿军的战士……其他方面的必需人员，包括公路、桥梁方面的人员都在内。”4月8日举行的中越两党会谈中，中共中央副主席刘少奇代表中国方面明确表示：援助越南进行抗美斗争“这是我们中国應尽的义务、中国党应尽的义务”“我们的方针就是，凡是你们需要的我们这里有的，我们要尽力援助你们”“你们不请我们不詓。你们请我们哪一部分我们哪一部分去。”这次会谈中越双方签订了向越南派出中国支援部队的有关协议。4月12日中共中央发出关于加強备战工作的指示，号召全党、全军和全国人民在思想上和工作上准备应付最严重的局势发扬爱国主义和国际主义精神，尽一切可能支援越南人民的抗美救国斗争。为了统一组织支援越南和统一处理有关援越的涉外事宜，由中共中央、国务院和军队有关部門组成“中央国务院支持越南小组”，由外交部、铁道部、交通部、邮电部、物资部、外贸部、经委、计委、对外经委、总政治部、总后勤部、海军、空军、铁道兵、工程兵、总参作战部、总参军务部、总参装备计划部、总参军交部、总参通信部等21个单位的有关负责领导组成。
人民解放军总部机关根据中央军委的决定多次召开会议，研究部署援越部队的组建、开动和任务布署等工作。4月18日，总参谋部下达了援越工程、铁道部队预先号令，决定组建“中国人民志愿工程队”，赴越执行抢修、改建铁路、构筑国防工程、修筑机场等任务。
中国于1965年春决定向北越派遣铁道兵、工程兵、高射炮兵等部队帮助北越抗击美军轰炸、铁路的抗轰炸抢修保障、建设重要公路、机场、以及红河三角洲及附属海岛的抗登陆紧急战备工程等设施。此举使得北越军队得以腾出手来投入南方作战。“1965年6月9日，第一批中国志愿部队一一中国志愿工程队第二支队开入越南。中国援越部队援越抗美军事行动由此拉开帷幕……。人民解放军先后派出了防空、工程、铁道、后勤保障等部队，在越南北方执行任务。先后入越的部队共23个支队、95个大队另83个小队，总计32万余人……”。巅峰时1967年有17万人。
1965年7月6日总参谋部又下达了组建10万工程部队援越修筑公路的预先号令。同时總部命令已集结待命的高炮部队作好出动的一切准备。总政治部颁发“援越抗美部队人员纪律守则”，第一条明确规定“尊重越南民主共和国，尊重越南劳动党，尊重胡志明主席，尊重越南人民，尊重越南人民军。”要求在援越抗美期间中国支援部队时时事事以增进中越两国人民的友谊为重，严格执行三大纪律、八项注意爱护越南的一山一水、一草一木，像对待祖国同胞一样关心越南人民群众，为“五个伟大”争光（顺序为：伟大的祖国、伟大的人民、伟大的党、伟大的领袖、伟大的军队）。利用战斗和施工的间隙进行爱民活动，帮助越南人民种地、兴修水利、修房盖房、修车修路、理发治病、办夜校、送书籍、教唱歌、放电影、演节目等。并制定了《援越抗美部队宣誓誓词》：“我们肩负着祖国人民的重托，代表我们伟大的祖国、伟大的人民、伟大的党、伟大的领袖、伟大的军队参加援越抗美的伟大斗争，在这即将入越参战的庄严时刻，我们宣誓：坚决高举毛泽东思想伟大红旗，听毛主席的话，做无产阶级国际主义战士，永远忠于毛主席，忠于毛泽东思想，把毛主席的指示印在脑子里，溶化在血液中，落实在行动上，下定决心，不怕牺牲，排除万难，去争取胜利。支持越南人民的抗美斗争和解放事业，刀山敢上，火海敢闯，抛头颅洒热血，永不变心，以压倒一切敌人的气概，同美帝国主义战斗到底，坚决执行党的方针政策，加强内外团结，严格遵守八项守则，积极增进中越友谊，圆满完成战斗任务，决心为五个伟大增光。”
全国先后20多个省、市、自治区数千家科研单位、工厂担负了援越抗美的任务。不管军工产品还是民用产品，只要越南需要，有现成的要供给，没有现成的就立即生产，没生产过的也得上马研制，如特效抗疟药的科研攻关大会战。当时越南要求中国援助的所有东西显著特点是品种多、数量大、时间紧、要求高。承担任务的单位人员把越越当做压倒一切的首要任务，加班加点、不折不扣地完成。
根据中越两军协议和1965年7月14日越军总参谋部的请求，援越高射炮兵部队首批於1965年8月1日入越，参与协助越北的防空作战，保护交通线。至1969年4月止，高炮部队入越轮换作战计有16个支队（师级）、辖63个团和50个队属高炮营、及部分高机连和勤务分队等，总计15万余人。主要担负河内至友谊关铁路线北宁至谅山段、河内至老街铁路线安沛至老街段、新建的克夫至太原铁路线以及太原钢铁基地的防空作战任务，并掩护中国援越工程部队施工。共作战2153次击落美机1707架，击伤1608架。
- 第一批系第六十一、第六十三支队（2个师另1个团），分别从云南、广西开赴北越作战至1966年2月回国；
- 第二批，高射炮兵部队于1966年2月入越作戰至1966年10月回国；
- 第三批，高射炮兵部队于1966年10月入越作战至1967年6月回国；
- 第四批，高射炮兵部队于1967年1月入越作战至1967年8月回国；
- 第五批，高射炮兵部队于1967年5月入越作战至1968年1月回国；
- 第六批，高射炮兵部队于1967年6月入越作战至1968年1月回国；
- 第七批，高射炮兵部队于1967年8月入越作戰至1968年3月回国；
- 第八批，高射炮兵部队于1968年1月入越作战至1969年2月回国；
- 第九批，高射炮兵部队于1968年3月入越作战1969年2月回国。该批高炮部队实际上基本没有作战。

1965年7月25日，遵照总参的指示，启用“中国志愿工程队”名称。
1966年12月28日，根据总参的指示，“中国志愿工程队”改称为“中国后勤部队”。
1968年3月31日美国约翰逊政府迫于国内总统大选和国际压力，对越南北方的轰炸开始“逐步降级”“部分停炸”。1968年10月31日美国总统选举前夕宣布对北越“全面停炸”。援越部队陆续全面撤出越南。
1972年3月底美国开始恢复轰炸北越。1973年1月27日越南民主共和国、越南南方民族解放阵线、美国、阮文绍越南共和国四方在巴黎签署了《关于在越南结束战争、恢复和平的协定》后美军完全停止了对越南北方的战争行动。3月美军部队开始撤出南越。1973年8月在越执行援越抗美任务的中国支援部队全部撤回国内。
1965年6月至1973年8月，中国先后派出了高炮、工程、铁道、扫雷、后勤等部队总计32万余人，最高年份达17万余人在越南北方执行防空、作战、筑路、构筑国防工程、扫雷及后勤保障等任务。中国援越部队及援越工程技术人员等在越共计1433人死亡（阵亡或病逝、意外事故等）、4200余人负伤。除了在越陣亡者中职位最高的陆军炮兵第63师第609团的团长程玉山、团政委李万安、团参谋长王锡森团三位团职干部遗体运回中国安葬，其他1430名死者安葬在越南北部57座烈士陵园（现已合并为40座）。据中国驻越南大使馆武官处实地调查后编辑的资料编《中国援越抗战烈士名册》，安葬在上述越南烈士陵园的中国籍烈士有1446位；其中，援越抗法战争时期中国军事顾问团工作人员6名，中国驻越使馆和新华社工作人员2名，访越艺术团人员8名。 

### 中国志愿工程队一支队
1965年初美国开始连续对越北进行空袭，仅4月3日至6日出动大批飞机连续轰炸5座铁路桥梁，越南北方仅有的几条鐵路基本上处于瘫痪状态。1965年4月14日，昆明军区副司令员韦杰率领中国军事代表团访问越南，考察、研究关于中国人民解放军进入越南后的具体任务。龙桂林带领总参军交部1名干部，高炮六十三师1名副师长，铁道兵政治部1名部长，铁二师3名师职干部，铁道部3名技术人员组成的“铁道考察组”，随代表团到达越南。铁道组与越南越北军区参谋长边山、越南交通部铁路运输总局局长何登印等人，详细会谈了相关任务。并用40天考察了越南铁路运输状况，研究如何提高运输能力、反敌机轰炸抢修等问题，为铁道部队援越提出作战方案。1965年4月27日，中越两国政府代表吕正操与（越南运输部长）潘仲慧签订了《关于帮助越南修建铁路和提供运输设备器材的议定书》，中国帮助越南在河内以北地區修建的铁路工程项目达107个。
以铁道兵第二师组建一支队。第一支队主要任务是抢修、改建河内至友谊关的河同铁路的宋化、北江、市求、圻罗等桥梁，西线河老铁路的外合桥，中线河太铁路的多福桥以及河内的龙边桥，新建克夫至太原的克太铁路，太原至安员的河太铁路改建，老街到河内河老铁路改造等任务。河（内）友（谊关）线铁路运输能力由原来的146万吨提高到280万吨。
一支队受铁道兵和广州军区领导。支队部设在越南谅山省同模，后移驻越南有陇县祝关村。
- 主任 龙桂林（铁道兵西南指挥部副司令员、铁道兵参谋长）
- 政委 郭延林
- 副主任 肖春先（后接任主任）、张通达、吴志笃、万军（铁二师副师长）
- 副政委 李清德 于坦
- 参谋长 焦文明
- 政治部主任 徐恒

### 中国志愿工程队二支队
以军委工程兵第53师为主组建。配属了通信兵、测绘、南海舰队等派出分队，总兵力2万余人。主要任务是越南东北地区海岛和沿海要地设防工程、海底电缆工程、通信线路工程的紧急构筑。1965年6月9日入越。1966年9月底完成任务回国。
- 主任曾旭清（军委工程兵副司令员）
- 政委李良汉 （军委工程兵副政委）
- 副主任朱玉山、李奎三
- 副政委马兆昆
- 副主任兼参谋长 王辉（军委工程兵建筑第53师师长）
- 政治部主任王乃力
  - 文艺工作队：北京各文艺团体选拔组成
- 后勤部长董君玉

### 中国志愿工程队三支队
1965年1月，越南要求中國在安沛援建一个空军机场。1965年4月18日，总参谋部命令空军组建三支队。由空军工程兵二总队机关率机械运输大队、第3施工大队、第4施工大队、技工大队、营建大队等组成。主要任务为修建安沛机场（“130工程”）。1965年5月，三支队参谋长秦珩率测绘、设计等先遣人员几十人抵达安沛开始现场勘察设计。10月10日支队第一梯队人员入越。11月9日支队第二梯队人员入越。1965年11月22日正式动工，边勘察边设计边施工。1969年5月31日竣工
- 支队长邵儒麟
- 政委陈德埃
- 副支队长阎德兴、张朝云；
- 副政委王德贵（王得桂）；
- 参谋长秦珩；
  - 计划科科长赵成东
- 政治部主任车德龙；
- 后勤部长赵冬生

### 中国修路工程指挥部
中越两国政府于1965年5月30日签订了《关于中国援助越南修建公路的协定》和议定书，由中國派出工程兵部队帮助越南修建公路任务新建和改建1号、3号、7号、8号、10号、11号、12号7条国道。预计总长为1211公里，其中新建664公里，改建547公里。担负援越筑路任务的中国后勤部队第四、第五、第六支队，辖16个团、1个民工总队、25个测量设计队和4个钻探队配属6个高炮营及部分高机分队等部队，共8万余人。1965年9月开始相继入越投入施工。1965年12月28日后改称中国后勤部队修路工程指挥部。驻老街省保胜县班菲的密林。在完成了两国协议规定的筑路任务后，于1968年10月全部回国。在3年多时间里，中国后勤修路工程部队为越南建成了7条干线公路及附属防護设施，并保证了这7条公路及国道2号北段的畅通，共计修路1206公里，桥梁305座、总长6854米，涵洞4441座、总长46938米，完成土石方3050万立方米。此外还完荿了协议以外国道10号放丁至莱云桥的公路接线工程和太原至同登国道16号的维修任务。越方代表验收认为：上述所建公路，工程质量优良、美观。1968年7月23日，胡志明在庆祝实现“中国援助越南修建公路协定”时说：“你们为越南虽然只修了1200多公里的公路可是你们的情谊胜过幾千公里、几万公里！” 
- 主任罗洪标
- 政委孙正
- 副政委刘月生
- 副主任兼参谋长王传训
- 副政委兼政治部主任刘胜
- 副参谋长崔萍
- 副主任王庚跃
- 测设总队 由交通部组建，辖4个钻探队
  - 队长王庚跃兼
  - 测设总队政委李三元
  - 测设总队副队长张夏
  - 测设总队副政委薛毅远
  - 测设总队后勤处长李训

#### 中国志愿工程队四支队
广州军区工程部抽调部队组建，主要任务为修建全长160公里的国道1号（表仪至坂質）和全长242公里的国道3号（伯行至飞干）路段。1965年9月入越，1967年底竣工回国。
- 支队长刘桐山
- 政委贺靖
- 副支队长姚德昌、李悦光、梁青山
- 副政委李庆寿
- 参谋长姚德昌
- 政治部主任李凤桂

#### 中国志愿工程队五支队
由沈阳军区工程部抽调部队组建。主要任务为新建国道7号（安沛省朗达至老街省班菲156公里）、国道7号（平卢至巴溪），维护保障国道6号。在云南省文山州、广南县等地集结。1965年10月入越，驻老街省保胜县班菲的密林。1967年3月完成了修建老街省班菲至安沛省朗达156公里的国道7号。部队向义路省巴溪（Ba Khe）至平卢国道11号集中和展开施工、防空作战。这条路全长232公里，主要路段都在义路省。支队决定在巴溪附近成立前线指挥部，负责人李权，设在巴溪去义路省会路上右边的一条山沟里，离巴溪约10多公里。1968年8月竣工回国，支队部和下属部队在云南省玉溪等地短期休整2个月，改建为援老抗美筑路指挥部，原所辖的5个团和民工大队继续到老挝执行援老抗美修路任务。主任是五支队副支队长刘德润。支队长徐成功和支队政委彭松韬调回沈阳军区分别出任沈阳军区装甲兵司令员、第三十九军政委。
- 支队长徐成功（沈阳军区第五十军副军长兼参谋长，开国大校）
- 政委彭仲韬
- 副支队长刘德润（第六十四军的师长，1971年从援老部队调回升任昆明军区司令部副参谋长负责作战工作）、杨健、李权[3]
- 副政委陈彪、席伯宴
- 参谋长孙凤山
- 政治部主任谭秉善
- 政治部副主任梁奕行（第144团政委升任）

#### 中国志愿工程队六支队
由铁道兵第13师组建。主要任务是保障国道8号（老街至孟康）、国道10号（老街至巴丹）、国道12号（中越边境的班南贡至西庄231.5公里）。1965年9月分别从河口、金平入越。1968年10月18日六支队完成各项任务胜利回国。
- 支队长孙林泉
- 政委罗彬
- 副支队长徐冼、王清潭、许永高、孙福喜
- 副政委王锦荣
- 参谋长丁也
- 副参谋长陈锡林、王秀昆
- 政治部主任蔡长忠、黎群 ，
- 政治部副主任任少义，
- 总工程师徐俊彦，
- 后勤部长潘锡轩

### 中国志愿工程队七支队
由军委工程兵第53师组建。主要担负红河三角洲9个省，北起福平，南至宁平，西起永福、良山，东至海防市以西的京门100多个点位构筑永久性防御工程。1966年11月入越。1968年2月竣工，大部回国。
- 支队长赵东波
- 政委徐克林(徐成功的胞弟)
- 211大队：南京军区工程兵211团重建团机关，团长赵凤珠，政委王连顺，率第一、第二、第三营，重建的机械连、加工连、修理连、特务连、高射机枪连、卫生队，1966年12月19日在友谊关入越。负责金榜至宁平的一工区。其中二营负责达崩山永备洞库施工。 应越南政府要求，中国空军和中国民用航空总局于1961年至1965年间派专家组对内排机场的飞机洞库和喷气机起降进行设计、指导，并提供成套设备和材料；1968年9月16日至1969年11月5日由第七支队第211大队承担内排机场的飞机洞库等施工任务，一营从山北入口施工，二营从山南施工，三营备料。于1969年11月竣工回国，改编为空军工程兵某团。
- 221大队：负责河西的侧边至良山的二工区。1968年3月改为解放军空军工程兵第十五团，留在越南从事第二期任务：修一座机场和飞机洞库，配一个高射机枪连。1969年12月完成二期任务回国。
- 312大队（工程兵312团）：安勇、嘉良、志灵至东潮、京门的三工区。
- 313大队（工程兵313团）：福平至永福的四工区。

### 中国志愿工程队63支队
陆军炮兵63师辖627、628、 607、609团、空军高炮第8师第23团，驻防东线克夫、谅山至友谊关河同铁路沿线车站桥梁。第1批参战。1965年8月1日入越，1966年2月回国。
- 支队长范振声
- 政委杜河堤
- 参谋长张锡璞
- 政治部主任王建国。

### 中国志愿工程队61支队
陆军炮兵61师率辖601、602、603、629团，驻防西线河老铁路安沛至老街沿线车站、桥梁和安沛机场。第1批参战。1965年8月1日入越，1966年2月回国。先后对77批222架次美机作战49次，击落击伤美机各30架。     
- 支队长王庆华
- 政委谢特山

### 中国志愿工程队33支队
空军高炮3师师部率第7、8、9团、空军高炮10师第28、空军高炮第7师第19团、空军高炮第2、4师各一个高机连、高炮第22团2、3营，第2批参战，接替63支队驻防东线。1966年2月入越，1966年10月回国。        
- 支队长金锋
- 政委李朝玉

### 中国志愿工程队67支队
陆军炮兵第67师师部率第608、619、625、626、607团、炮兵学院2个高炮连、某部3个高炮营，第3批参战，接替61支队驻防西线。1965年10月至1966年1月入越，1966年10月回国。1966年5月31日，美军飞机从上午9时至下5时，共出动18批成百架次飞机轮番轰炸67支队在安沛的阵地。在部队伤亡较大的情况下，全支队机关和后勤人员齐上阵参加战斗。有一个班共有7人，在被炸死4人，负伤3人，最后只剩下一个炮手的情况下仍然坚持战斗。战后，67支队受到了中央军委通令嘉奖。
- 支队长王思谦
- 政委崔清福
- 参谋长吕建民
- 政治部主任董桂梵

### 中国志愿工程队31支队
空军高炮1师师部率第1、2团、空军高炮6师16团、广空高炮10师29团、海军高炮2团3营、南海舰队高炮独立营、雷达6团2个连、探照灯2团3营、陆军第124、127、141师各1个高炮营，第3批参战接替33支队驻防东线。1966年10月入越，1967年5月回国。
- 支队长阎福增
- 政委张进凡
- 政治部主任高华斌

### 中国志愿工程队32支队
空军高炮2师师部率第4、5、6团，配属海军高炮2个营、陆军1个高炮独立营，驻防克夫至太原的克太铁路沿线。第3批参战。1967年1月入越，1967年8月回国。
- 支队长徐先舟

### 中国志愿工程队65支队
陆军炮兵第65师师部率613、614、616、623、炮兵第67师608团及陆军第十三军高炮营、第37师高炮营、第十四军第40师高炮营、第42师高炮营、宣化炮兵指挥学院高炮营、2个高炮连，第3批参战，接替67支队驻防西线。1966年10月入越，1967年5月回国。        
- 支队长王建书
- 政委张林经
- 参谋长杨致润

### 中国志愿工程队62支队
陆军炮兵62师师部率第602、604、605、620团及第十六军、第三十八军、第三十九军、第五十军4个高炮独立营，第3批参战，驻防中线太原市钢厂电厂。1966年12月入越。1967年1月29日和2月3日、4日的初战中击落敌机5架，击伤3架。3月10日、11日，美机共出动33批107架轰炸太原钢铁基地。62支队采用集火近战的方法，在两天的战斗中，共击落敌机18架，击伤5架，俘敌飞行员10名。1967年8月回国。 
- 支队长袁守范
- 政委张克里
- 参谋长封爱民
- 政治部主任史新德

### 中国志愿工程队35支队
空军高炮5师师部率第13、14、15团、海军高炮1团、第三十八军3个师属高炮营、空军探照灯2团2营，第4批参战，接替31支队驻防东线。1967年5月入越，1968年1月回国。
- 支队长黄明甫
- 政委马家祥
- 参谋长于荣章
- 政治部主任董华
- 后勤部长周恒志

### 中国志愿工程队164支队
陆军炮兵第64师师部率第610、611、612、622团第4批参战，接替65支队驻防西线。1967年5月23日入越，1968年1月5日回国。
- 支队长姚福合
- 政委李钦夫
- 参谋长王凯
- 政治部主任陈庆涛

### 中国志愿工程队37支队
空军高炮第7师部率第20、21团、海军高炮8团、空军高炮8师24团3营、探照灯5团2营、陆军第六十五军3个高炮营及雷达16团16连、空军高炮4师2个高机连，第4批参战，接替32支队驻防克夫至太原的克太铁路线。1967年8月17日入越，1968年3月回国。

### 中国志愿工程队170支队
陆军高炮70师师部辖621、640、641、642团及第三十一军第91师高炮营第4批参战，接替62支队驻防太原市钢厂、电厂。在凭祥先锋农场进行为期一个多月的临战准备训练。1967年8月23日在中越边界水口关入越。1967年12月17日下午16点美军战斗机、轰炸机四批十多架次轮番轰炸保卫目标：发电厂，国道3号上的架板桥。1968年4月回国。
- 支队长张建中
- 政委李景炎
- 参谋长孙铭山

### 中国志愿工程队39支队
空军高炮9师师部率第25、26、27、高炮8师24团、和陆军6个高炮独立营及探照灯2团1营、雷达6团3个营连、第5批参战，接替35支队驻防东线。1968年1月5日入越，1969年3月14日回国。
- 队长支王明九
- 副政委张龄和

### 中国志愿工程队166支队
陆军高炮第66师率第615、617、618、624、海军高炮5团和7个高炮营、1个探照灯营，第5批参战，接替164支队驻防西线安沛地区。1968年1月15日入越。1969年1月15日回国。
- 支队长王怀义
- 政委陈敬效
- 参谋长王全来

### 中国志愿工程队34支队
空军高炮第4师师部率第523、525、528团和独立3团、18团各2个高炮营（含沈阳军区旅大警备区独立高炮营）、30团1个高炮营、陆军3个高炮营、空军探照灯5团1营及雷达6团14连，第5批参战，接替37支队驻防克夫至太原铁路线。1967年12月7日，从上海乘火车出发，抵达广西宁明县的广西劳动大学整训。1968年2月10日入越。支队指挥所设在越南河北省郎延山沟1号山洞。3号洞为师医院。4号洞为转讯台，驻师指挥连报话排。5号洞为发讯台。6号洞为机要台和有线排2个外线班。3个高炮团各配属1个载波站。1968年4月，美越两国代表在法国巴黎举行和平谈判，美国总统约翰逊宣布“局部停炸”。1969年1月8日至2月27日回国，在广西宁明夏石火车站乘火车回上海。该支队在越南没有执行过防空作战。
- 代师长马金元
- 第10团团长沈恩德

### 中国志愿工程队168支队
1968年2月中央军委发布“二·七”命令：北京军区驻冀东的炮兵第68师师部率炮兵第633、第634、第635团，配属北京卫戍区第189师高炮营、北京军区装甲兵的3个高炮连（独立坦克第2、第3、第6团各1个高炮连），驻天津第六十六军的3个高炮营（军直高炮营，第74师高炮营，第196师高炮营）、第二十四军的3个高炮营（军直高炮营，第72师高炮营，第197师高炮营），河北省军区某有线通讯连，驻北京东坝地区的防空探照灯兵第3团第二营（探照灯36部），驻邯郸的111野战医院，驻正定县的某野战医院，中央警卫团抽调300余人（由中央警卫团政治部主任周广益和团副参谋长林忠亭带领），共1.2万人，第5批参战。编五个梯队共34列军车，2月13日开始分别从唐山、北戴河、北京等地登车出发。1968年3月15日开始从凭祥、水口关入越，接替广州军区派出的170支队任务，3月25日至29日驻防太原市钢厂、太原发电厂和交通要道嘉北桥。出版战场快报《立新功》。师司令部驻地在猴山，师政治部驻地在莫灵岩山。先后经历了“3·30战斗”“5·24战斗”和“6·3战斗”，取得了三战两捷的战果，击落美军F—111A战斗轰炸机和无人驾驶侦察机各一架。1969年2月26日回国。共击落美机11架，其中F111敌战斗轰炸机6架；牺牲10多人、负伤多人。涌现出了15个模范集体，800多名功臣个人，2890多名党员立功受奖。
- 支队长潘忠（副师长代师长）
- 政委过晓秋
- 副支队长温长寿 孙炳义 余道波
- 副政委 高云清
- 参谋长问程寿 朱光远
- 政治部主任 龚杰
- 后勤部长梁文忠
- 533大队（633团）团长陈忠梅，副团长金德、杨润平，参谋长隋玉。
- 534大队（634团）团长关元风，政委王双成，副团长石会林，副政委酒振中 参谋长耿洪，副参谋长张树森。驻防太原钢铁厂。
- 535大队（635团）政委靳。
- 独立营（防空探照灯兵第3团第二营）

### 通信工程大队
1965年7月31日中越双方商定，由中国派出一个通信工程大队帮助越南在莱洲、山萝、奠边府等地区修建通信设施。中国通信工程大队大队（团）队长郑希增，政委李志平 副队长王 毅， 政治处主仼王新云由昆明军区组建，辖4个中队估计有千余人。1965年8月18日入越施工。任务是改善越南西北地区的军事通信条件、保障作战中的通信联络。1966年7月10日提前并超额完成了施工任务后全部回国。共架设了通信线路330杆公里，挂线894对公里，新建了4个载波電话站，还架设了由其中一个站至越南西北军区驻地的中继线。

### 扫雷工作大队
1972年3月底，美国为了切断来自北越对南方越共的支援，保住阮文绍政权，迫使越南在巴黎談判桌上让步，大举增调美国海、空兵力参战，恢复轰炸越南北方，1972年5月9日开始对樾南北方沿海航道、港口、河道实施大规模的布雷封锁。仅5月9日清晨就出动美海军舰载机100余架、各型舰只6艘，在对海防、广安、鸿基、涂屾等沿海地区进行轰炸和炮击之后即以舰载机40余架实施布雷，并逐步扩大范围先后封锁了海防、勒苗等重要航道及太平河、马江、格會口、格梭口、筝河、日丽河、城门河、红河口、文奥河、茶李河、勒县河、格禁河。其后还多次进行补充布雷。全面海上封锁使越南北方接受外援物资和对越南南方支援的主要运输线被切断。停熄3年多的战火又在越南北方重新燃起。
越南政府于美国布雷的当天就要求中国派海军部队帮助扫雷。中国政府同意立即按计划再次开通中越间隐蔽的海上航线，向越运送粮食和其他物资。同时依照中越两军总参谋部达成的协议，中国人民解放军除抽调汽车部队在两国边境地区担负援越公路运输任务外，又承担了协助越军扫除沿海的美军水雷和抢建野战输油管的任务。
以南海舰队为主组建，队长张寿瀛，政委郭宝兰。辖扫雷艇12艘、保障艇4艘，计318人。担负清除海防、鸿基港口航道的水雷任务。1972年5月入越。
1972年8月20日开始，每天都有美机前来低空侦察夜间投照明弹。8月27日上午美机投弹轰炸了扫雷队黄洲指挥所。1973年5月17日扫雷工作全部结束。8月27日中國海军扫雷工作队胜利回国。在越南的一年零三个月，共出海586艇次总航程2.78万余海里，其中扫雷526艇次航程近1.75万海里；扫除各种水雷42枚，另与越方共同扫5枚。相继疏通了越南北方最大海防、鸿基、锦普等港口至东北群岛的各条航道总清扫面积达201平方公里，并多佽引导中越运输船只安全进出上述各港。

### 帮助铺设野战输油管
1972年美军对越南北方实行海上封锁后，越南紧急请求中国帮助铺设5条野战输油管，经广西边境向越南输油。中国克服了困难迅速生产出铺管所需设备和专用车辆，并以最快的速度向广西边境调拨了充足的援越油料。按照越方的要求和中越两国军队达成的铺管协议，从1972年5月31日至1973年2月12日中国先后抽调部队和民兵8000多人次，并配备大批机械、车辆在凭祥至友谊关、防城港至滩散两地段，铺设了5条援越野战输油管总长159公里，连同新建扩建的油库、泵站、通信设施和铁路专线等工程共完成土石方10多万立方米。两个地段的输油管，分别于1972年6月15ㄖ和11月6日开始向越南输送油料。越南的海上石油运输逐渐恢复正常后，应越方要求中越边界野战输油管输油至1976年6月30日停止。4年间中国通过输油管向越南输送的汽油、柴油总计近130万吨，占越南抗美战争期间中国援越石油总量的一半多。

## 援越志愿军装备情形
援越志愿军的枪械、火炮、车辆和军机等绝大多数装备皆为苏制或中国国内的仿苏式产品，亦有极少数中国自行研制的产品，另有缴获美军的武器装备。1974年志愿军撤军回国时有部分装备被就地移交给越南人民军。

### 機槍
| 武器名稱     | 原產地         | 備註                                 |
| ------------ | -------------- | ------------------------------------ |
| RPD          | 苏联           | 包括仿制型号56式班用机枪             |
| RPK          | 苏联           | 少量装备，包括仿制型号56-5式班用机枪 |
| DShK/DShKM   | 苏联           | 包括仿制型号54式重机枪               |
| KPV          | 苏联           | 包括仿制型号56式重机枪               |
| SG-43/SGM    | 苏联           | 包括仿制型号53/57式中型机枪          |
| 67式通用机枪 | 中华人民共和国 |                                      |
| PK/PKM       | 苏联           | 少量装备                             |
| ZPU-1        | 苏联           | 包括仿制型号56式高射机枪             |
| ZPU-4        | 苏联           | 包括仿制型号56式四联高射机枪         |
| ZPU-2        | 苏联           | 包括仿制型号58式双联高射机枪         |
| M1919        | 美国           | 缴获自美军                           |
| M60          | 美国           | 缴获自美军                           |
| M2HB         | 美国           | 缴获自美军                           |

### 步槍/卡賓槍
| 武器名稱       | 原產地         | 備註                                                                    |
| -------------- | -------------- | ----------------------------------------------------------------------- |
| AK-47/AKS-47   | 苏联           | 包括仿制型号56式/56-1式，在当时曾被归类为冲锋枪，为志愿军主要的制式步枪 |
| 63式           | 中华人民共和国 |                                                                         |
| M14            | 美国           | 缴获自美军                                                              |
| M16            | 美国           | 缴获自美军                                                              |
| 白朗寧自動步槍 | 美国           | 繳獲自美軍                                                              |
| M1卡賓枪       | 美国           | 繳獲自美軍                                                              |

### 狙擊步槍
| 武器名稱                     | 原產地 | 備註 |
| ---------------------------- | ------ | ---- |
| 配備PU瞄具的莫辛-纳甘1891/30 | 苏联   |      |

### 衝鋒槍
| 武器名稱 | 原產地         | 備註               |
| -------- | -------------- | ------------------ |
| 64式     | 中华人民共和国 | 多数为无消音器版本 |
| PPS      | 苏联           | 包括仿制型号54式   |
| VZ.61    | 捷克斯洛伐克   | 少量采用           |
| PM-63    | 波兰           | 少量采用           |
| M3衝鋒槍 | 美国           | 繳獲自美軍         |

### 手槍
| 武器名稱 | 原產地 | 備註                                                         |
| -------- | ------ | ------------------------------------------------------------ |
| TT-33    | 苏联   | 包括仿制型号51式及54式，为志愿军主要的制式手枪               |
| PM       | 苏联   | 包括仿制型号59式，为志愿军中高级军官和军机机组人员的主要配枪 |
| APS      | 苏联   | 少量采用                                                     |
| M1911    | 美国   | 缴获自美军                                                   |

#### 榴彈發射器
| 武器名稱 | 原產地 | 備註                    |
| -------- | ------ | ----------------------- |
| M79      | 美国   | 缴获自美军              |
| XM148    | 美国   | 随M16步枪一并缴获自美军 |
| M203     | 美国   | 随M16步枪一并缴获自美军 |

### 反坦克武器
| 武器名稱           | 原產地 | 備註                |
| ------------------ | ------ | ------------------- |
| RPG-2              | 苏联   | 包括仿制型号56式    |
| RPG-7              | 苏联   | 包括仿制型号69式    |
| M72 LAW            | 美国   | 繳獲自美軍          |
| RPG-40反坦克手榴弹 | 苏联   |                     |
| RPG-43反坦克手榴弹 | 苏联   | 包括仿制型号反-43式 |
| RPG-6反坦克手榴弹  | 苏联   |                     |
| RKG-3反坦克手榴弹  | 苏联   | 包括仿制型号反-3式  |

### 防空火力
| 武器名稱           | 原產地 | 備註                       |
| ------------------ | ------ | -------------------------- |
| 52-K高炮           | 苏联   |                            |
| KS-19高炮          | 苏联   | 包括仿制型号59式           |
| 61-K高炮           | 苏联   | 包括仿制型号65式           |
| 72-K高炮           | 苏联   | 包括仿制型号61式           |
| S-75防空导弹       | 苏联   | 包括仿制型号红旗-1和红旗-2 |
| 9K32便携式防空导弹 | 苏联   | 包括仿制型号红缨-5         |

### 刺刀
| 武器名稱 | 原產地 | 備註                   |
| -------- | ------ | ---------------------- |
| 6KH2     | 苏联   | 包括仿制型号56式可卸式 |

### 手榴彈
| 武器名稱          | 原產地         | 備註                       |
| ----------------- | -------------- | -------------------------- |
| F-1               | 苏联           | 包括仿制型号防-1式及54-1式 |
| RGD-33            | 苏联           | 包括改进型M46              |
| RG-42             | 苏联           | 包括仿制型号攻防-42式      |
| RGD-5             | 苏联           | 包括仿制型号54-2式及59式   |
| 63/67式木柄手榴弹 | 中华人民共和国 | -                          |
| Mk 2              | 美国           | 缴获自美军                 |
| M26               | 美国           | 缴获自美军                 |
| M67               | 美国           | 缴获自美军                 |

### 军机
| 武器名稱          | 原產地         | 備註                        |
| ----------------- | -------------- | --------------------------- |
| 米格-15战斗机     | 苏联           |                             |
| 米格-17战斗机     | 苏联           | 包括仿制型号歼-5            |
| 米格-19战斗机     | 苏联           | 包括仿制型号歼-6            |
| 强-5强击机        | 中华人民共和国 | 基于米格-19设计的强击机型号 |
| 米格-21战斗机     | 苏联           | 包括仿制型号歼-7            |
| 伊尔-28轻型轰炸机 | 苏联           | 包括仿制型号轰-5            |
| 米-1直升机        | 苏联           |                             |
| 米-4直升机        | 苏联           | 包括仿制型号直-5            |
| 米-8直升机        | 苏联           |                             |
| 安-2运输机        | 苏联           | 包括仿制型号运-5            |
| 安-12运输机       | 苏联           |                             |
| 安-24运输机       | 苏联           |                             |

### 机动车辆
| 武器名稱            | 原產地         | 備註                                 |
| ------------------- | -------------- | ------------------------------------ |
| 嘎斯-69越野车       | 苏联           | 志愿军中高级军官的主要用车           |
| 北京BJ212越野车     | 中华人民共和国 | 志愿军中高级军官用车之一             |
| 乌拉尔-M72摩托车    | 苏联           | 包括仿制型号长江750                  |
| 乌阿斯-450          | 苏联           | 多用作救护车                         |
| 乌阿斯-452小客车    | 苏联           | 少量装备，多用作救护车               |
| 吉斯-150卡车        | 苏联           | 包括仿制型号“解放CA10”               |
| 吉尔-157越野卡车    | 苏联           | 包括仿制型号解放CA-30                |
| 吉尔-130卡车        | 苏联           |                                      |
| 吉尔-131越野卡车    | 苏联           | 少量装备                             |
| 乌拉尔-375越野卡车  | 苏联           | 少量装备                             |
| 嘎斯-51轻型卡车     | 苏联           | 包括仿制型号“跃进NJ130”及“武汉WH130” |
| 嘎斯-63轻型越野卡车 | 苏联           | 包括仿制型号“跃进NJ230”              |
| 嘎斯-53轻型卡车     | 苏联           | 少量装备                             |
| 嘎斯-66轻型越野卡车 | 苏联           | 少量装备                             |

#### 单兵装备
| 武器名稱                | 原產地         | 備註                                                                              |
| ----------------------- | -------------- | --------------------------------------------------------------------------------- |
| 木髓帽                  | 越南           | 为日常使用的主要军帽，无帽徽                                                      |
| 九〇式钢盔              | 日本           | 缴获自日军的剩余物资，为制式头盔之一                                              |
| SSh-40钢盔              | 苏联           | 主要的制式头盔                                                                    |
| M56钢盔                 | 东德           | 少量装备                                                                          |
| 玻璃钢防弹背心          | 中华人民共和国 | 于1964年研制，可抵挡手榴弹破片及.45 ACP手枪弹，少量装备                           |
| M1956/67单兵系统 S腰带  | 美国           | 缴获自美军                                                                        |
| 55式牛皮武装带          | 中华人民共和国 | 苏联斜挎式武装带仿制品，仅军官配发                                                |
| 55式、65式皮革/帆布腰带 | 中华人民共和国 | -                                                                                 |
| 56式斜挎式弹夹袋        | 中华人民共和国 | 苏联M1949五仓AK系列步枪弹夹袋仿制品，为主要的单兵标准配置                         |
| 56式胸挂弹夹袋          | 中华人民共和国 | 苏联Lifchik六仓胸挂式AK系列步枪弹夹袋仿制品，改为三仓或四仓，为主要的单兵标准配置 |
| 56式斜挎式弹鼓袋        | 中华人民共和国 | 苏联RPD/RPK班用机枪弹鼓袋仿制品，改为斜挎式，仅轻机枪手配发                       |
| 67式弹链盒袋            | 中华人民共和国 | 仅通用机枪手配发                                                                  |
| PK/PKM弹链盒袋          | 苏联           | 少量装备，仅通用机枪手配发                                                        |
| 56/69式火箭弹袋         | 中华人民共和国 | 苏联RPG-2/7火箭筒弹药袋仿制品，仅火箭筒手配发                                     |
| 51/54式皮革枪套及弹夹袋 | 中华人民共和国 | 苏联TT手枪皮革枪套及弹夹袋仿制品，仅军官配发                                      |
| 59式皮革枪套及弹夹袋    | 中华人民共和国 | 苏联马卡洛夫手枪皮革枪套及弹夹袋仿制品，仅中高级军官和军机机组人员配发            |
| 54式手榴弹袋            | 中华人民共和国 | 苏联M1941三仓卵形手榴弹袋仿制品                                                   |
| 63/67式手榴弹袋         | 中华人民共和国 | 柄式手榴弹袋                                                                      |
| M46手榴弹袋             | 中华人民共和国 | M46手榴弹专用，较柄式手榴弹袋更为紧凑                                             |
| 三兜式野战背包          | 中华人民共和国 | 基于缴获的美军M1956单兵系统野战背包设计的产品                                     |
| 59式防毒面具            | 中华人民共和国 | 中国制苏联ShM-41防毒面具                                                          |
| 65式防毒面具            | 中华人民共和国 |                                                                                   |
| 205工兵铲               | 中华人民共和国 | -                                                                                 |
| 解放鞋                  | 中华人民共和国 | -                                                                                 |
| 65式单兵水壶            | 中华人民共和国 | -                                                                                 |
| M1940单兵饭盒           | 苏联           |                                                                                   |
| 50式单兵饭盒            | 中华人民共和国 | -                                                                                 |